# Municipio de Hague
El municipio de Hague (en inglés: Hague Township) es un municipio ubicado en el condado de Clark en el estado estadounidense de Dakota del Sur. En el año 2010 tenía una población de 38 habitantes y una densidad poblacional de 0,41 personas por km².

## Geografía
El municipio de Hague se encuentra ubicado en las coordenadas 44°40′29″N 97°47′44″O / 44.67472, -97.79556. Según la Oficina del Censo de los Estados Unidos, el municipio tiene una superficie total de 92.79 km², de la cual 92,79 km² corresponden a tierra firme y (0 %) 0 km² es agua.

## Demografía
Según el censo de 2010, había 38 personas residiendo en el municipio de Hague. La densidad de población era de 0,41 hab./km². De los 38 habitantes, el municipio de Hague estaba compuesto por el 100 % blancos. Del total de la población el 0 % eran hispanos o latinos de cualquier raza.